# Прем'єршип (Шотландія)
Шотландський Прем'єршип — вища професійна футбольна ліга Шотландії. Була заснована у 2013 році після об'єднання Шотландської футбольної ліги з Прем'єр-лігою та утворення Шотландської професійної футбольної ліги.

## Формат змагання
Команди отримують 3 очки за перемогу і 1 очко за нічию. В разі поразки бали не нараховуються. У випадку, коли декілька команд набирали однакову кількість очок враховується спочатку різниця забитих і пропущених м'ячів, а потім кількість забитих м'ячів. В кінці кожного сезону клуб з найбільшою кількістю очок оголошується чемпіоном Шотландії. Якщо кількість набраних очок у кількох команд рівна, то різниця м'ячів, а потім (при однаковій різниці) кількість забитич м'ячів визначають переможця. Дві найгірші за підсумками сезону команди вибувають до Чемпіоншипу.

### Розділення сезону
Починаючи з сезону 2000-01 у вищому дивізіоні шотландського футболу виступає 12 клубів. З того часу ШФЛ, а тепер ШПФЛ, впровадили формат розділеного сезону. Це було зроблено для того, щоб уникнути розкладу з 44 іграми в сезоні, заснованому на грі один одного чотири рази. Цей формат використовувався в колишньому Прем'єр-дивізіоні, але в наш час кількість ігор сезону вважається занадто великою.
Сезон, який триває з серпня до травня, ділиться на два етапи. У ході першого етапу, кожен клуб грає три по гри проти кожної команди, або один раз у вдома і двічі на виїзді або навпаки. Наприкінці першого етапу в активі кожного клубу по 33 зіграні матчі. На другому етапі ліга розділяється на групи по 6 команд в кожній. В першу входять перші шість команд в турнірній таблиці, в другу - останні. Кожен клуб грає ще п'ять матчів проти п'яти інших команд в групі. Очки, отримані на першому етапі за 33 матчі переносяться на другий етап, але в ході другого етапу команди змагаються лише в межах своїх груп. Після завершення першого етапу, клуби не можуть переходити з однієї групи в іншу, навіть якщо вони наберуть більше або менше очок, ніж команда, що грає в лізі вище або нижче, відповідно.

## Переможці, призери та найкращі бомбардири
Основна стаття: Список чемпіонів Шотландії з футболу
| Сезон     | Чемпіон   | 2-е місце | 3-є місце                 | Найкращий бомбардир                                                         |
| --------- | --------- | --------- | ------------------------- | --------------------------------------------------------------------------- |
| 2013—2014 | Селтік    | Мотервелл | Абердин                   | Кріс Коммонс (Селтік), 27 голів                                             |
| 2014—2015 | Селтік    | Абердин   | Інвернесс Каледоніан Тісл | Адам Руні (Абердин), 18 голів                                               |
| 2015—2016 | Селтік    | Абердин   | Гарт оф Мідлотіан         | Лі Гриффітс (Селтік), 31 гол                                                |
| 2016—2017 | Селтік    | Абердин   | Рейнджерс                 | Лаям Бойс (Росс Каунті), 23 голи                                            |
| 2017—2018 | Селтік    | Абердин   | Рейнджерс                 | Кріс Бойд (Кілмарнок), 18 голів                                             |
| 2018—2019 | Селтік    | Рейнджерс | Кілмарнок                 | Альфредо Морелос (Рейнджерс), 18 голів                                      |
| 2019—2020 | Селтік    | Рейнджерс | Мотервелл                 | Одсонн Едуар (Селтік), 22 голи                                              |
| 2020—2021 | Рейнджерс | Селтік    | Гіберніан                 | Одсонн Едуар (Селтік), 18 голів                                             |
| 2021—2022 | Селтік    | Рейнджерс | Гарт оф Мідлотіан         | Ріган Чарльз-Кук (Росс Каунті), 13 голів Йоргос Якумакіс (Селтік), 13 голів |
| 2022—2023 | Селтік    | Рейнджерс | Абердин                   | Фурухасі Кьоґо (Селтік), 27 голів                                           |
| 2023—2024 | Селтік    | Рейнджерс | Гарт оф Мідлотіан         | Лоуренс Шенкленд (Гартс), 24 голи                                           |
| 2024—2025 | Селтік    | Рейнджерс | Гіберніан                 | Сіріл Дессерс (Рейнджерс), 18 голів                                         |

## Українці в Прем'єршипі
До заснування Прем'єршипа у 2013 році у вищому шотландському дивізіоні грали Сергій Балтача, Олег Кузнецов, Олексій Михайличенко та Денис Причиненко.
| Гравець     | Клуб     | Сезон   | Ігри | Голи |
| ----------- | -------- | ------- | ---- | ---- |
| Мар'ян Швед | «Селтік» | 2019/20 | 1    | 0    |